# Ferocactus hamatacanthus
Ferocactus hamatacanthus es una especie de la familia de las cactáceas. Es originaria de México.

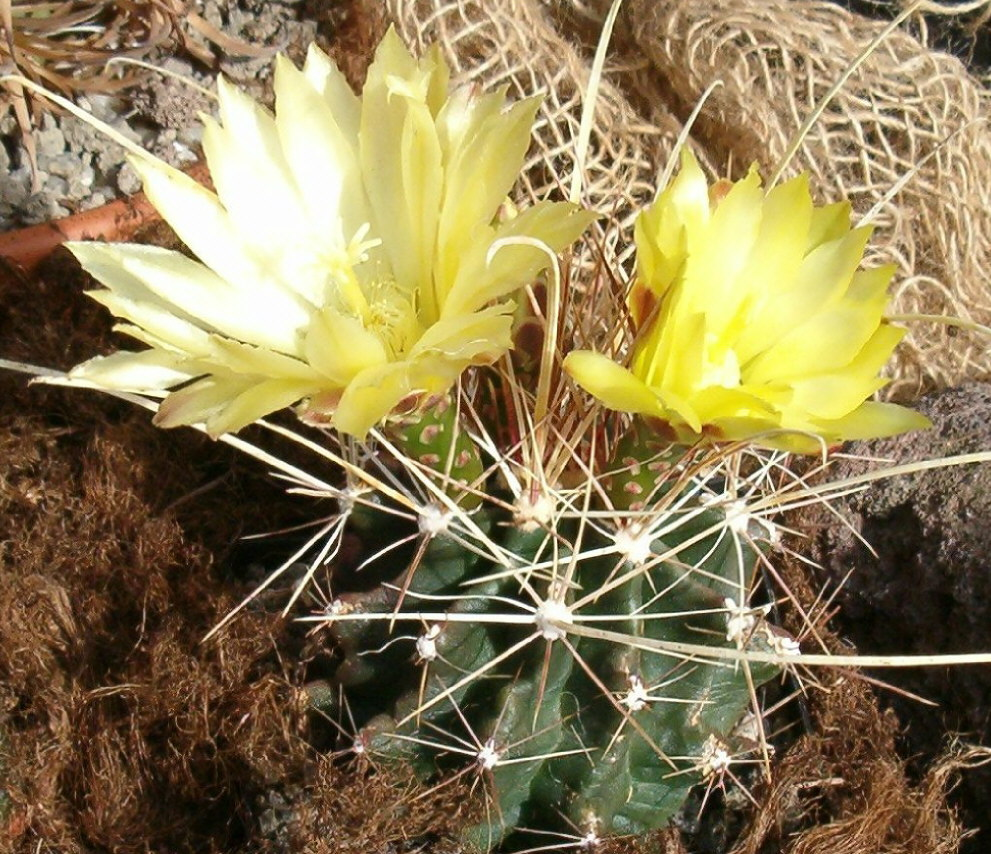
En flor.

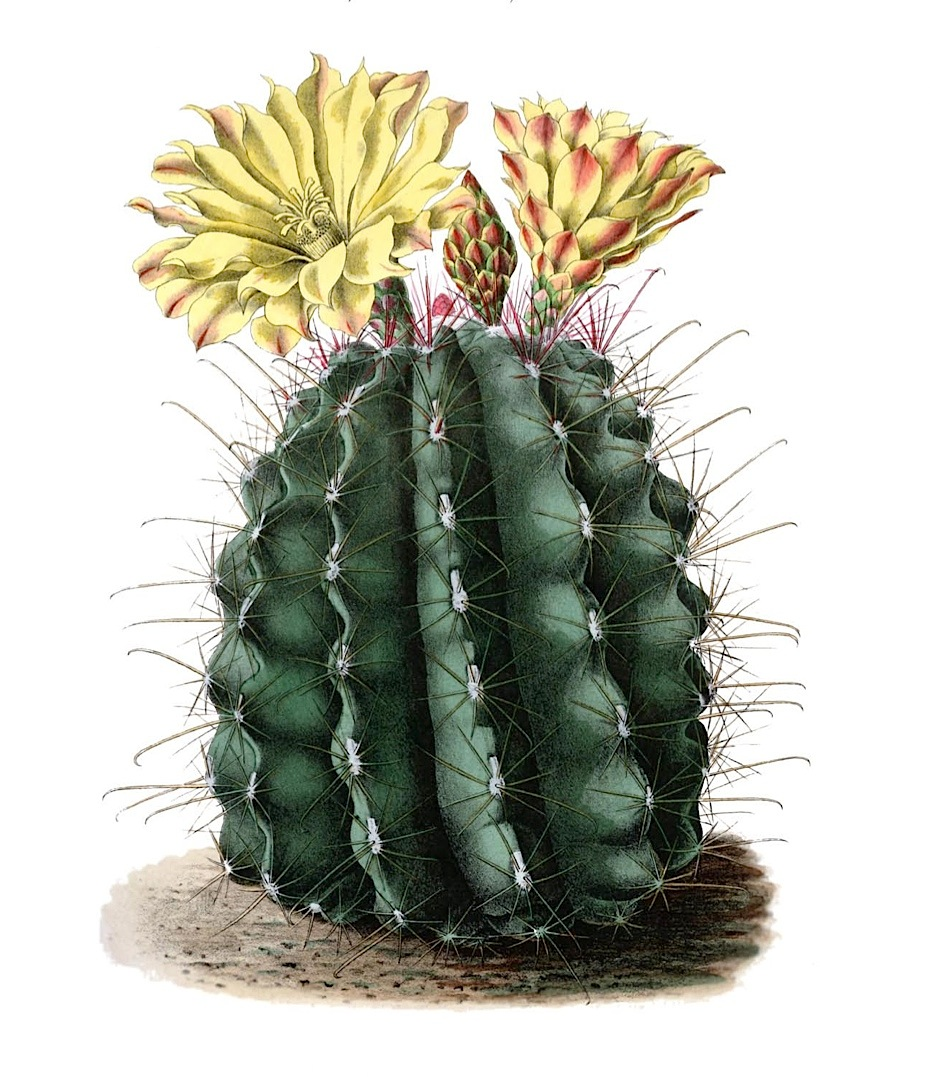
Ilustración

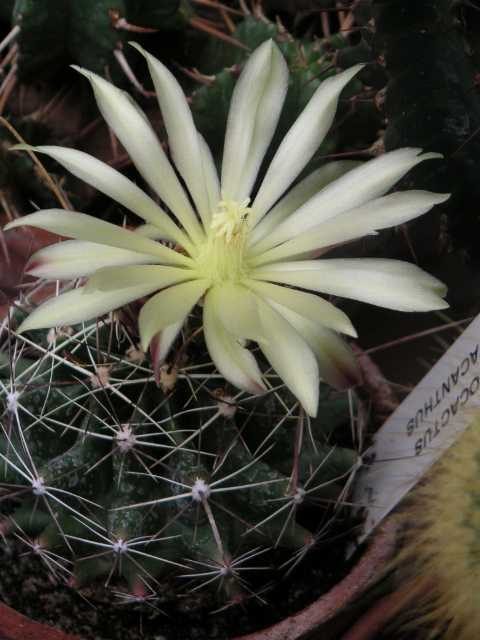
Detalle de la flor

## Descripción
Se trata de una planta globular,  tiene un tallo simple, esférico en forma de huevo de color azul verdoso, que alcanza una altura de 60 centímetros. El ápice está ligeramente hundido, con fieltro lanoso de color amarillo  y coronado de espinas. Tiene de 13 a 17 o incluso más costillas ligeramente torcidas que se comprimen, de hasta 5 cm de alto y con afilados bordes longitudinales casi divididos en las cúspides. Las areolas son de 6 a 7 milímetros de diámetro, con 8 a 12 espinas radiales  más o menos verticales, de  7 cm de largo, lisas, o cilíndricas. Las espinas de los nuevos brotes son a menudo muy hermosas, de color rojo rubí en la base. Más tarde, son de color marrón, y, finalmente, se convierten en gris. Las flores se producen en las areolas detrás de los nectarios y tienen de 5 a 7 centímetros de largo y de 7 a 9,5 centímetros de diámetro, en forma de embudo y de color amarillo canario. La fruta madura sólo después de 4 a 6 meses, son elipsoidales, alargadas, con escamas, de piel fina y cuenta con un tamaño de 3 a 5 centímetros de longitud y de 2,5 a 3 centímetros de ancho. Las semillas son ovoides a esféricas, de aproximadamente, 1,5 mm de largo, ovaladas.

## Distribución
Ferocactus hamatacanthus se encuentra  en EE. UU. en el estado de Texas en El Paso, y en los estados mexicanos de Chihuahua, Coahuila, Durango, Nuevo León, San Luis Potosí, Tamaulipas y Zacatecas, a una altitud de 2000 metros.

## Taxonomía
Ferocactus hamatacanthus fue descrita por (Muehlenpf.) Britton & Rose y publicado en The Cactaceae; descriptions and illustrations of plants of the cactus family 3: 144, en el año 1922.
Etimología
Ferocactus: nombre genérico que deriva del adjetivo latíno "ferus" = "salvaje" , "indómito" y "cactus", para referirse a las fuertes espinas de algunas especies.
hamatacanthus epíteto latino que significa "con espinas ganchudas".
Subespecies
- Ferocactus hamatacanthus subsp. hamatacanthus

Plantas columnares de 60 cm de altura y 30 cm de diámetro
- Ferocactus hamatacanthus subsp. sinuatus (A.Dietr.) NPTaylor

Planta esférica, de 30  cm de alto
Sinonimia
- Echinocactus hamatacanthus
- Bisnaga hamatacantha
- Hamatocactus hamatacanthus
- Echinocactus longihamatus
- Echinocactus sinuatus
- Hamatocactus sinuatus
- Brittonia davisii C.A.Armstr.
- Echinocactus gerardii F.A.C.Weber
- Echinocactus haematochroanthus Hemsl.
- Echinocactus uncinatus Engelm. ex Scheer
- Echinocactus uncinatus var. wrightii Engelm.
- Echinocactus uncinatus f. wrightii (Engelm.) Schelle[3][4][5]